# Grossefehn

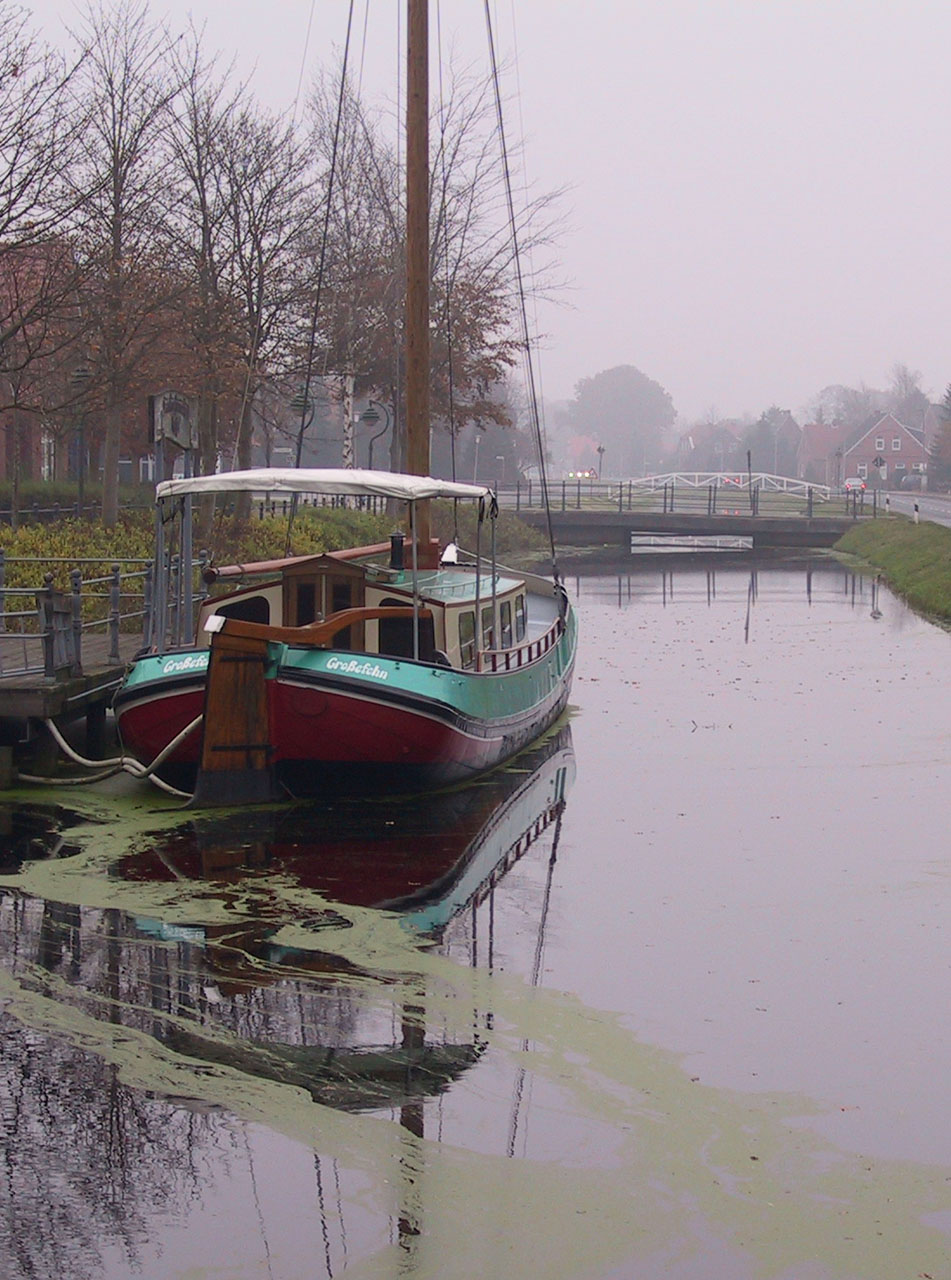
Kanal i Grossefehn

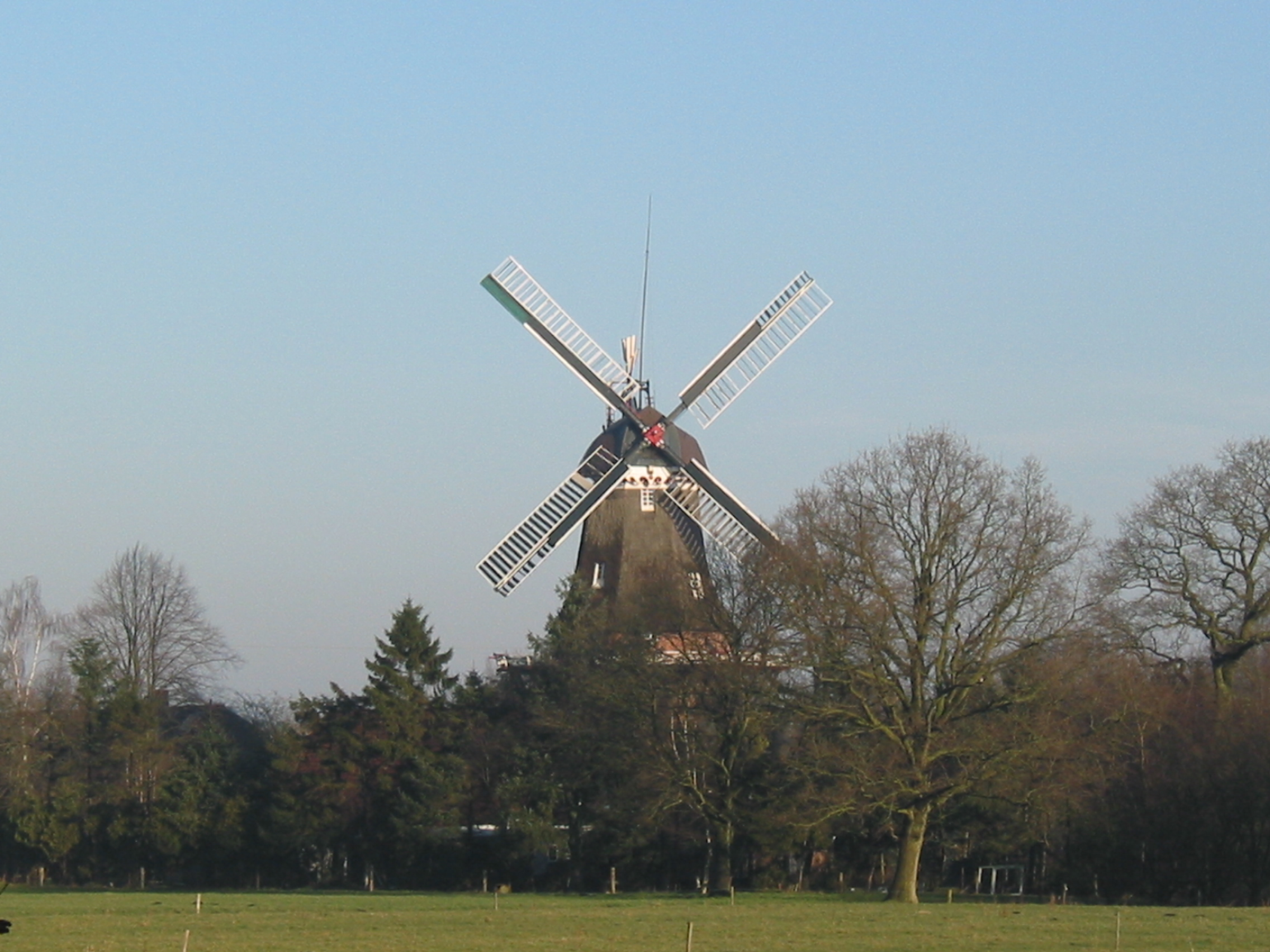
Väderkvarnen i Spetzerfehn

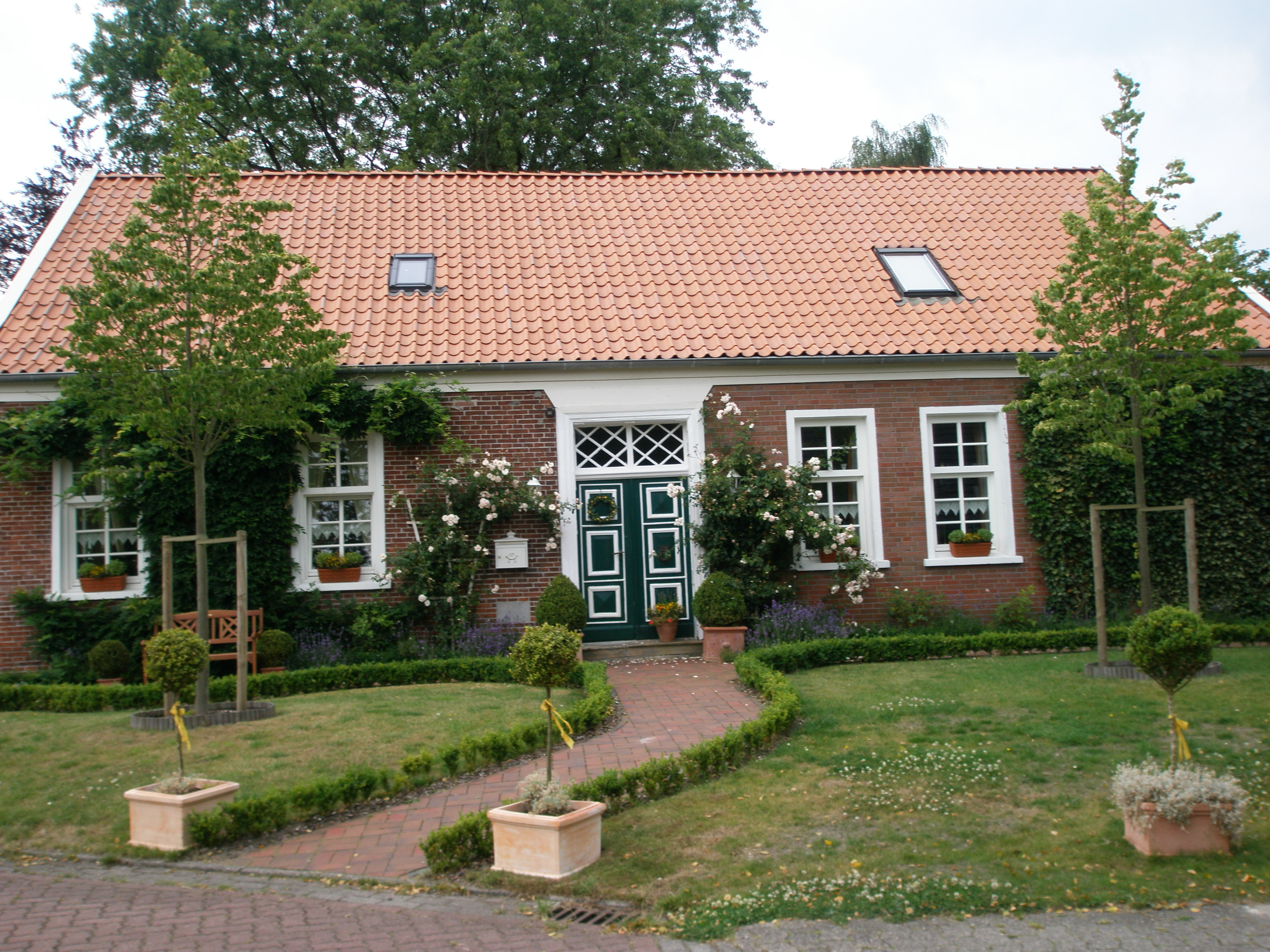
Hus vid kanalen i Westgrossefehn

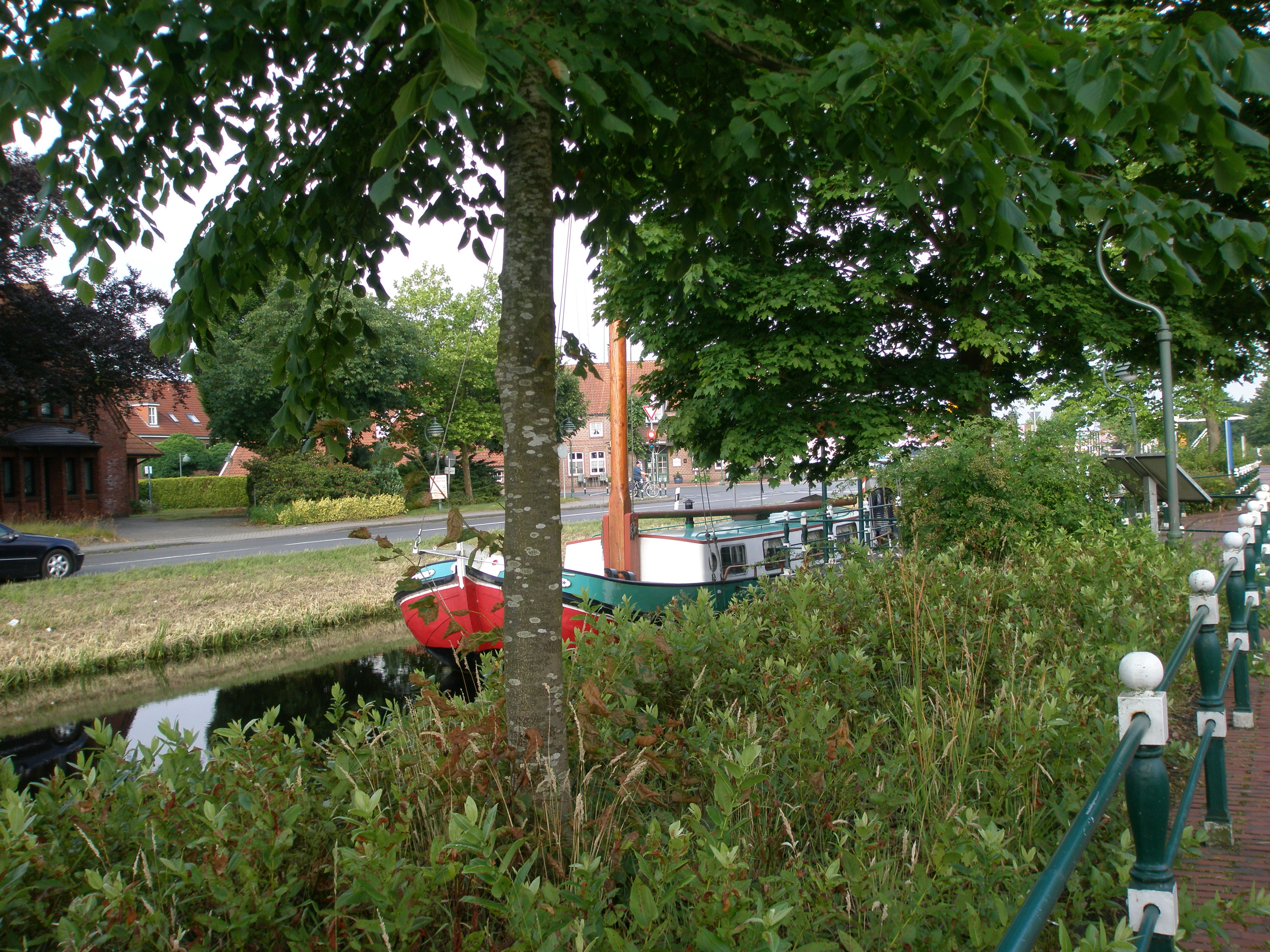
Pannkaksskeppet Antje i Ostgrossefehn

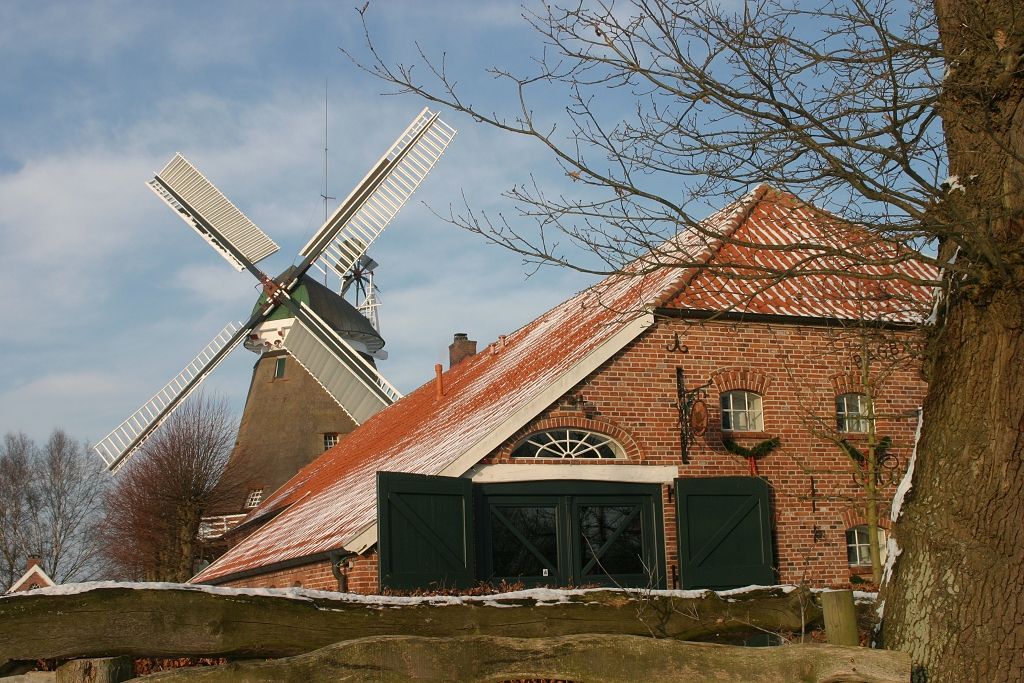
Kvarnen i Bagband

Grossefehn (plattyska: Grootfehn) är en kommun i distriktet Aurich i det historiska landskapet Ostfriesland i den tyska delstaten Niedersachsen. Kommunens centrum ligger i Ostgrossefehn som tillsammans med grannorterna Mittegrossefehn och Westgrossefehn bildar kommunens kärnområde. Den nuvarande kommunen bildades genom kommunreformen 1972, då 14 kommuner slogs ihop till en kommun. Grossefehn präglas dels av det så kallade fehnlandskapet med kanaler, klappbroar och slussar, dels av gamla jordbruksbyar med medeltida kyrkor och ostfriesiska bykärnor. Kommunen ligger inom det nordtyska låglandet och är belägen ca 5 meter över havet.

## Historia
Grossefehns historia började år 1633 i och med att borgare från Emden lät bygga en kanal för att torrlägga de stora myrområdena som finns inom området. Torven som utvanns i området fraktades på kanalerna till Emden där den användes som bränsle. Under de följande århundradena koloniserades området av inflyttare som bildade Ostfrieslands första så kallade fehnkoloni. De torrlagda områdena runt West-, Mitte- och Ostgrossefehn används för jordbruk och under 1700- och 1800-talen odlades stora områden upp. Tillsammans med Papenburg i distriktet Emsland är Grossefehn Tysklands äldsta fehnområde. Vid jultid år 1717 drabbades området svårt av översvämningar i samband med storm och högvatten, julstormfloden 1717.
Delar av nuvarande Grossefehn har dock en betydligt äldre historia. Orten Timmel omnämns redan på 900-talet (Timberlae) och kring år 1200 inrättades ett kloster i Timmel. Orten härjades svårt under trettioåriga kriget. År 1846 grundades sjöfartsskolan i Timmel. Orten Bagband omnämns första gången 1454. I Aurich-Oldendorf fanns på 1100- och 1200-talen en borg och år 1431 omnämns orten som Aldathorp. Även bland annat Strackholt har en historia som sträcker sig minst tillbaka till 1200-talet.

## Natur och kultur
Delar av Grossefehn präglas av för Ostfriesland typiska vallhäckar, myrområden och en mängd kanaler. Inom kommunen ligger delar av en av Ostfrieslands få bevarade insjöar, Boekzeteler Meer. Delar av de omgivande områden är numera delar av ett naturskyddsområde. I Grossefehn finns ett flertal gamla slussar som fortfarande används.
Grossefehn har genom århundradena präglats av jordbruksnäringen. I kommunen finns i dag fem bevarade väderkvarnar av typen Galerie-Holländer. Väderkvarnen i Spetzerfehn används ännu för att mala mjöl. I Bagband finns ett bryggeri och i Westgrossefehn finns bland annat ett fehnmuseum. I flera av Grossefehns byar finns medeltida kyrkor, bland annat i Aurich-Oldendorf, Bagband, Holtrop och Strackholt. I Aurich-Oldendorfs kyrka finns en gammal orgel från 1692. Nyare kyrkor finns i Mittegrossefehn, Ostgrossefehn, Spetzerfehn och Timmel.

## Näringsliv
Förutom den traditionella näringen jordbruk har under senare år hantverk och småindustri blivit allt viktigare för kommunens näringsliv. Bland annat har tre industriområden anlagts inom kommunen. Genom kommunen går huvudvägen (B72) till Aurich.
Turismen spelar en viktig roll för näringslivet i Grossefehn liksom i övriga Ostfriesland. Den viktigaste turistorten är Timmel. Genom kommunen går ett stort antal cykelleder.

## Orter i Grossefehn
- Aurich-Oldendorf
- Bagband
- Felde
- Fiebing
- Holtrop
- Mittegrossefehn
- Ostgrossefehn (kommunens huvudort)
- Spetzerfehn
- Strackholt
- Timmel
- Ulbargen
- Westgrossefehn
- Wrisse